# Stig Fogh Andersen
Stig Fogh Andersen (født 24. februar 1950 i Hørsholm) er kongelig kammersanger. Han er tenor og operainstruktør. Han er især kendt som Wagner-sanger og har sunget på verdens store operascener.

## Karriere
Efter at have studeret på musikkonservatorierne i Århus og København sang han i Bayreuth og debuterede som operasanger på Den Jyske Opera i 1978. Han har været solist på Det Kongelige Teater siden 1980, hvor han har sunget et bredt repertoire af danske, tyske, engelske, italienske og slaviske operaer. Det Kongelige Teater oplyser, at han er en af verdens mest efterspurgte Wagner-sangere: Han har sunget alle Wagners store tenorpartier i New York, Zürich, Berlin, München, Houston, Budapest, Madrid, Mannheim, London, Tokyo, Köln, Helsingfors, Buenos Aires, Torino, Amsterdam, Rom, Seattle, Chicago og Japan.
Karrieren tog fart i 1994 med Siegfried i Wagners Nibelungens Ring på Den Jyske Opera. Han har sunget Siegfried mere end 150 gange i vidt forskellige opførelser på verdens store operascener. Han har sunget med sopranerne Tina Kiberg, Gitta-Maria Sjöberg og Hildegard Behrens dirigeret af Daniel Barenboim, James Levine, Michael Schønwandt, Christoph Eschenbach, Mariss Jansons, Simon Rattle og Zubin Mehta.
Stig Fogh Andersen synger et bredt repertoire fra barok over romantikkens lieder til moderne klassisk musik, og han har indspillet flere cd'er.
I pausen under Wagners Siegfried i Operaen den 5. maj 2006 blev Stig Fogh Andersen af Hendes Majestæt Dronningen udnævnt til kongelig kammersanger. Siden 3. december 1998 har han været Ridder af 1. grad af Dannebrogordenen.
I 2006 debuterede han som instruktør med Bent Lorentzens kammeropera Kain og Abel. I 2008 sang han Siegfried og instruerede Ragnarok i Esbjerg, og han satte Tristan og Isolde i scene og sang selv partiet som Tristan på Operaen i 2009. I 2010 satte han Sweeney Todd op på Odense Teater.
I 2013 sang Stig Fogh Andersen Tannhäuser på 200-årsdagen for Wagners fødsel på Operaen (DVD, DECCA)) og sang og satte Wagners Sagaen om Ringen op i samarbejde med dirigenten Niels Borksand. Den er opført flere gange i Christians Kirke på Christianshavn.
Stig Fogh Andersen er kunstnerisk leder af Festspillene i Østermarie.

## Privatliv
Stig Fogh Andersen er søn af frisør Conrad Vagn Fogh Andersen og forstander Rachel Bitsch Ryelund.
Han har været gift med operasangerinderne Gunver Nielsen og Tina Kiberg. Han har to sønner med Gunver Nielsen og to døtre med Tina Kiberg. Sønnen Ask Fogh Nielsen spiller bas i orkestret Rock Hard Power Spray. Emil Fogh Nielsen debuterede som dramatiker i 2002. Datteren Ida Fogh Kiberg er instruktør. Hans sidste ægtefælle var organisten Ingrid Häggström.
Stig Fogh Andersen har skrevet åbent om sit liv i "Aldrig en kedelig tone! Sangen som leg. Erindringer".. Olufsen Bøger 2018, ISBN 978-87-93331-80-8

## Priser og hædersbevisninger
- Bikubens hæderspris (2007 ved uddelingen af Årets Reumert)
- Æreskunstner i Østermarie (2009)
- Wilhelm Hansens Pris 2010
- Operafestivalens hæderspris 2018

## Partier
Han har sunget hovedpartier på Det Kongelige Teater og i Operaen:
- Wagners Lohengrin
- Wagners Tannhäuser
- Wagners Tristan og Isolde
- Wagners Parsifal
- Wagners Mestersangerne
- Wagners Valkyrien, Siegfried og Ragnarok
- Wagners Den flyvende Hollænder (Erik)

Herudover har han på Det kongelige Teater bl.a. sunget i:
- Carl Nielsens Maskarade
- Mozarts Tryllefløjten
- Carl Nielsens Saul og David
- Per Nørgårds Siddharta
- Bizets Carmen
- Peter Heises Drot og marsk
- Beethovens Fidelio
- Brittens Peter Grimes
- Verdis Otello
- Tjajkovskijs Spar Dame

## Diskografi
- Per Nørgård – Siddharta, indspillet i Danmarks Radios Koncertsal 1984
- Modest Mussorgskij – Boris Godunov, indspillet i Danmarks Radios Koncertsal 1986
- Bernhard Lewkovitch – Vocal and Instrumental Works (sangene Songs of Solomon og Preacher and Singer), indspillet 1993
- Ludwig van Beethoven – Fidelio, indspillet 1995
- Niels W. Gade – Psyche, indspillet 1996
- Rued Langgaard – The end of Time, indspillet i Danmarks Radios Konertsal 1999
- C.E.F. Weyse – Sovedrikken (The Sleeping Draught), indspillet i Danmarks Radios koncertsal 1999/2000
- Hakon Børresen – Songs & Work for Piano
- Franz Schmidt – Das Buch mit sieben Sieglen
- Hakon Børresen – Den kongelige gæst (The Royal Guest), indspillet i Odense Koncertsal 2003
- Richard Wagner – "Ringen" i uddrag, dir. Niels Borksand
- Richard Wagner – Uddrag af "Tannhäuser", "Lohengrin", "Tristan" og "Mestersangerne" med dir. Niels Borksand
- Emil Reesen m.fl. – "Sangen har Vinger" Danske sange m. v. med dir. Niels Borksand
- Richard Wagner – "Ringen" Live fra Amsterdam (Siegfried)
- Richard Wagner – "Ringen" København på DVD (Siegmund og Siegfried)
- Richard Wagner – "Tannhäuser" Operaen København på DVD (Tannhäuser)
- Arnold Schönberg – "Gurrelieder" (Waldemar) Med dirigenten Esa-Pekka Salonen
- Arnold Schönberg – "Gurrelieder" på DVD med Mariss Jansons